# 磯部温泉
磯部温泉（いそべおんせん）は、群馬県安中市（旧国上野国）にある温泉。温泉記号（♨）の発祥の地として知られている。

## 泉質
- 含銅・鉄(II) - ナトリウム － 塩化物・炭酸水素塩強塩温泉 pH7.3〜7.5

## 温泉街
駅前が温泉街である。
碓氷川に架かる愛妻橋・鉱泉橋からは妙義山を展望できる。鉱泉橋近くには足湯がある。愛妻橋の磯部駅側に市営の日帰り入浴施設「恵みの湯」があり、温泉のほかに砂塩風呂もこの施設の名物となっている。

## 歴史
1661年（万治4年）、江戸幕府が農民の土地の境界をめぐる訴訟に対して出した評決文の絵図に、磯部温泉の位置を表す湯気の出ている記号2つが描かれており温泉記号発祥の地とされる。
1783年（天明3年）の浅間山の大噴火で湯量が増したといわれる。
温泉記号発祥の地ではあるが、源泉温度は時代を経るにしたがって低くなっていき（旧源泉：24℃）、旧来、沸かして使われていた。ただし、のちに掘られた新源泉はこれよりも温度が高い（52℃）。
明治の児童文学者・巖谷小波は舌切り雀の伝説が伝わるという磯部を訪れ、舌切り雀の昔話（日本昔噺）を書き上げた。おとぎ話自体は各地に昔からあるものの、巌谷小波が児童文学として現代に残したことにより、磯部温泉は舌切雀伝説発祥の地とされている。なお、「舌切雀のお宿ホテル磯部ガーデン」には巌谷小波がその時詠んだ句、「竹の春 雀千代ふる お宿かな」の句碑がある。
井上馨は外務大臣時代、磯部温泉を第一の静養地としており、群馬県知事佐藤与三の斡旋で、1886年（明治19年）に当地に別邸を建設した。同邸は末松謙澄の監督で造られた凝った意匠の別荘で、のちに興津の井上別邸に移築され、本館として使用された。

## アクセス
磯部温泉公式ホームページ内 アクセスも参照。
- 鉄道：最寄り駅はJR信越本線 磯部駅。
- 自動車：上信越自動車道・松井田妙義ICから一般道利用。

## その他
磯部温泉近郊では昭和初期から、妙義山の蜃気楼が目撃されている。
- 大手拓次 - 磯部温泉の旅館出身、北原白秋の三羽烏といわれた詩人。

## 名物
- 磯部せんべい - 鉱泉水（温泉水）を利用し、薄く焼いたせんべい。
- ふわとろ豆腐 - 磯部温泉の鉱泉水（温泉水）を使用した湯豆腐[3]。鉱泉水で煮込む木綿豆腐は、普通の湯豆腐と違い溶けるように柔らかくなっていく[3]。湯豆腐の湯汁は飲んでも胃腸に良く健康的な料理[3]。「ふんわりとろり」とした食感からこの名前が名付けられたが、旅館や店によっては『鉱泉豆腐』といった名前や、独自の料理名で提供されている。

## ギャラリー

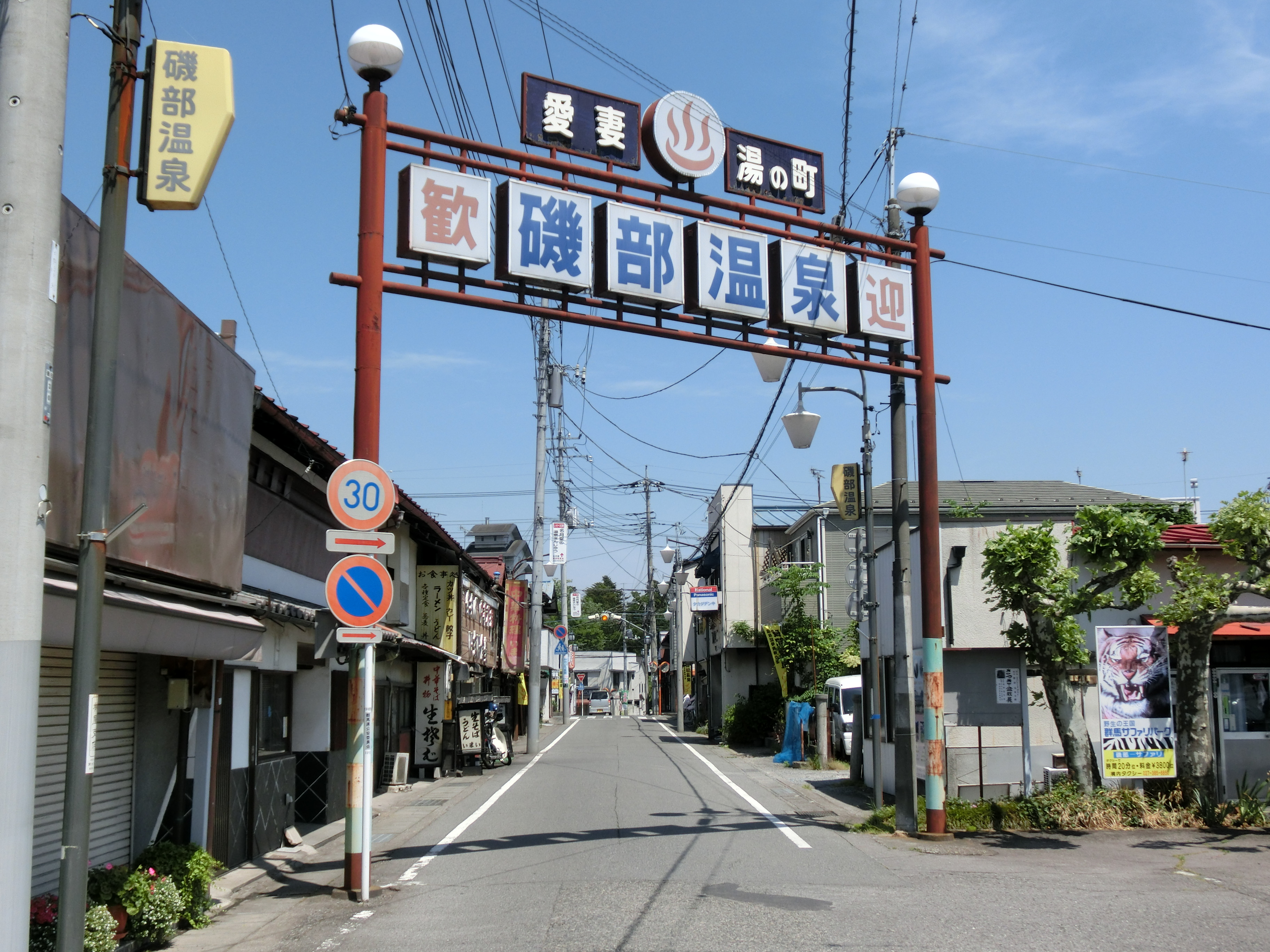
駅前の温泉街
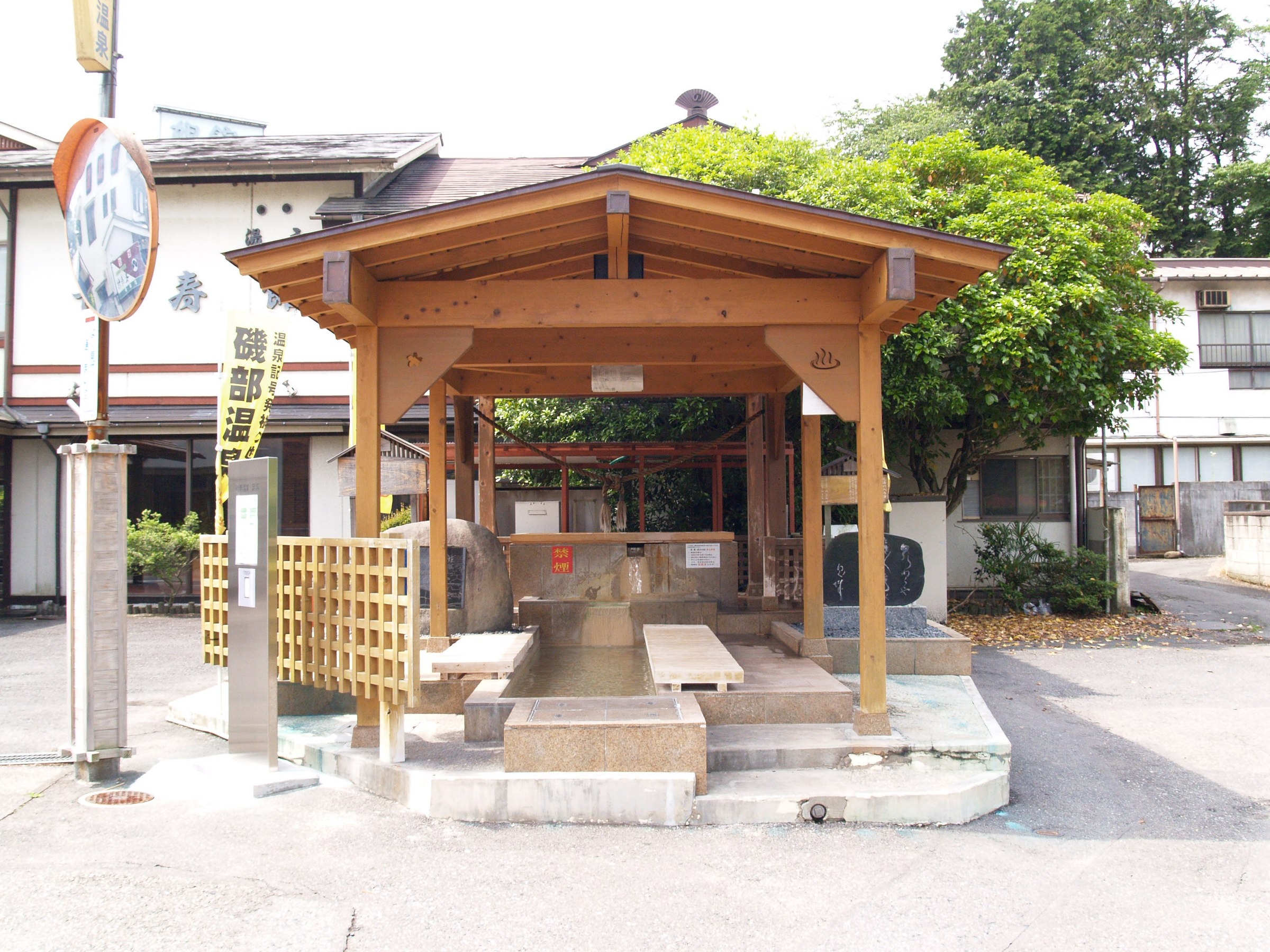
足湯
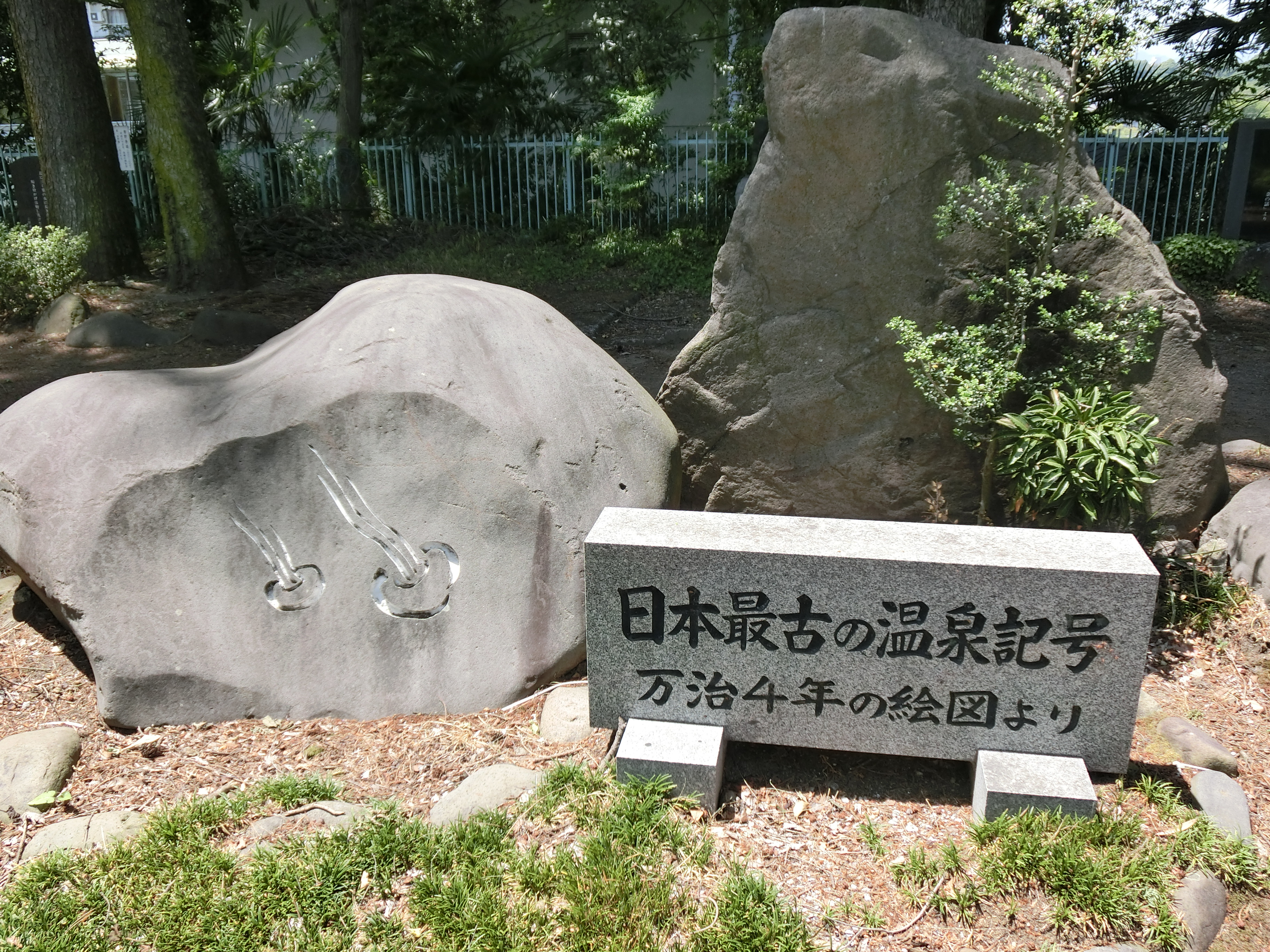
温泉マークの碑
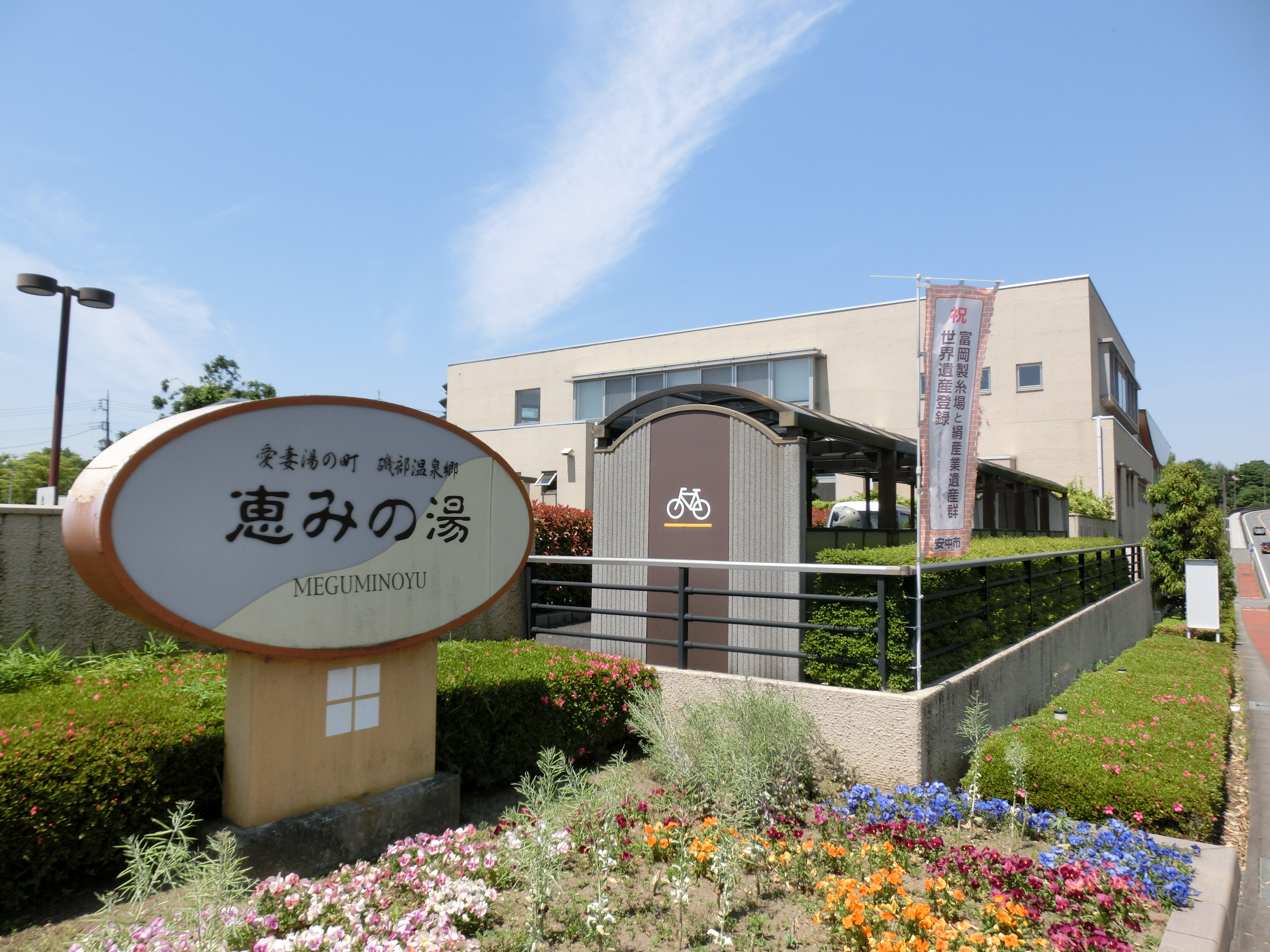
日帰り温泉「恵みの湯」